# Andreas Brandrud
Andreas Brandrud, född den 26 februari 1868 i Søndre Fron i Gudbrandsdalen, död den 14 juni 1957 i Bærum, var en norsk kyrkohistoriker.
Brandrud blev student 1886 och teologie kandidat 1891. Han utnämndes 1897 till professor i kyrkohistoria vid Kristiania universitet. Han utgav 1895 Klosterlasse, et bidrag til den jesuitiske propaganda i Norden och 1897–1901 "Stavanger domkapitels protokol" samt lämnade för övrigt värdefulla kyrkohistoriska bidrag till "Norsk skoletidende", 
"For kirke og kultur", "Nordisk kirkelexikon", "Norsk theologisk tidsskrift" och "Norsk kirkeblad". En av honom skriven Kirkens historie i kort fremstilling utkom 1904 och Den kristne kirkes historie. Et grundrids 1913-15. Han blev teologie hedersdoktor i Lund 1918.